# Scenopinus millarae
Scenopinus millarae är en tvåvingeart som beskrevs av Kelsey 1971. Scenopinus millarae ingår i släktet Scenopinus och familjen fönsterflugor. Inga underarter finns listade i Catalogue of Life.